# Мала Циглена
Мала Циглена је насељено место у саставу града Бјеловара, у Бјеловарско-билогорској жупанији, Република Хрватска.

## Становништво
Насеље је према попису становништва из 2011. године имало 17 становника.
| Националност       | 1991.       |
| Хрвати             | 22 (73,33%) |
| Срби               | 7 (23,33%)  |
| Југословени        | 0           |
| остали и непознато | 1 (3,33%)   |
| Укупно             | 30          |